# 카루세우
《카루세우》(포르투갈어: Carrossel)는 2012년 방영된 브라질의 텔레노벨라이다.